# Comtat de Llar
El Comtat de Llar és un títol nobiliari creat el 1691 pel rei Carles II a favor de Francesc de Llar i Pasqual de Cadell, fill de Carles de Llar i Teixidor, senyor del llogaret de Llar, al municipi de Canavelles (Alt Conflent)  La concessió del títol es feu sense la possessió efectiva de les terres, que ja formaven part de França per raó del Tractat dels Pirineus. Posteriorment, el títol passà als Planella, barons de Granera, i als de la Torre.

## Comtes de Llar
|                                   | Titular                               | Període                           |
| Creació per Carles II de Castella | Creació per Carles II de Castella     | Creació per Carles II de Castella |
| --------------------------------- | ------------------------------------- | --------------------------------- |
| I                                 | Francesc de Llar i de Pasqual-Cadell  | 1691-1728                         |
| II                                | Francesc Josep de Llar i de Ponç      | 1710-1770                         |
| III                               | Maria Teresa de Llar i de Verthamon   | 1770-1780                         |
| IV                                | Francesc Gaietà de Planella i de Llar | ?-1795                            |
| V                                 | Gaietà de Planella i de Fivaller      | 1847-1863                         |
| VI                                | Manuel Josep de la Torre i Salavera   | 1899-?                            |
| VII                               | Leopold de la Torre i Salavera        | 1902-1914                         |